# Fredrowie herbu Bończa
Fredrowie – szlachta polska herbu Bończa, z zawołaniem "Friede Herr". Wywodzący się ze Śląska lub Moraw Fredrowie, podobnie jak Herburtowie otrzymali z rąk Kazimierza Wielkiego nadania na ziemi przemyskiej, z nominacji cesarskiej Franciszka I tytuły hrabiów Świętego Cesarstwa Rzymskiego.
Nazwisko notowane w Polsce od roku 1418. Fonetycznie w tym wariancie pochodzi od germańskiego fridu oznaczającego "pokój".
Od XV do XIX wieku ich gniazdem rodowym była podprzemyska wieś Pleszowice. Z tej miejscowości wywodziło się wielu znanych przedstawicieli rodu; kilku wojewódów, kasztelanów i biskupów. Najwybitniejszym z nich był kasztelan krakowski i wojewoda podolski Andrzej Maksymilian Fredro. Oprócz Pleszowic do Fredrów należały m.in. Bieńkowa Wisznia, Byków, Krakowiec, Niemirów, Tamanowice, Tuligłowy. Bieńkowa Wisznia była rezydencją komediopisarza Aleksandra Fredry. Tam urodził się syn Jana Aleksandra, wnuk pisarza Andrzej Maksymilian.